# Felix Benzler
Felix Benzler, född 10 mars 1891 i Hannover, död 26 december 1977, var en tysk diplomat. Han var 1941–1943 chef för den tyska beskickningen i Belgrad.